# EuroCity Brussel - Rotterdam
De EuroCity Brussel - Rotterdam of serie 9200 is vanaf december 2024 een internationale treindienst als samenwerking tussen de NMBS en NS International, tussen Brussel-Zuid en Rotterdam Centraal.
Deze treindienst is een van de twee opvolgers van de Beneluxtrein, de InterCity Brussel - Amsterdam Centraal van dezelfde vervoerders die tot december 2024 reed. De twee opvolgers rijden voortaan als EuroCity-trein. De nieuwe EuroCity Brussel - Rotterdam nam de bestaande route en de tussenstops van de InterCity over, maar het traject ten noorden van Rotterdam kwam te vervallen. Zo behielden Breda en Noord-Brabant een verbinding met België, en Brussels Airport, Mechelen en Noorderkempen met Nederland.

## Geschiedenis
In augustus 2023 maakten de NS en NMBS bekend dat, naast een versnelde treindienst Brussel - Amsterdam met minder tussenhaltes (die later de naam Eurocity Direct kreeg) een tweede treinserie ging rijden van 16 dagelijkse treinparen, met materieel van de NMBS en dezelfde tussenhaltes als de Beneluxtrein, maar dan enkel het traject tussen Rotterdam, Breda en Brussel.
Op 16 oktober 2024 ging de verkoop van de EuroCity Brussel - Rotterdam van start, net als van de snellere Eurocity Direct.

## Rollend materieel
Deze trein wordt gereden met I11-rijtuigen van de NMBS, behalve een overgangsperiode waarin deels ook nog, zoals op de voorganger IC Brussel - Amsterdam, ICRm-rijtuigen gebruikt worden.
In beide gevallen worden de rijtuigen omringd door twee Traxx-locomotieven. De vervoerders plannen deze te vervangen door een HLE 17-locomotief (een nieuwere versie van de Traxx) in combinatie met een I11-stuurstandrijtuig.